# Hohenbuehelia
Genre
Hohenbuehelia est un genre de champignons de la famille des Pleurotaceae.

## Systématique
Le genre Hohenbuehelia a été créé en 1866 par le mycologue hongrois Stephan Schulzer von Müggenburg (d) (1802-1892).

## Liste des espèces
Selon GBIF (13 janvier 2023) :
- Hohenbuehelia abietina Singer & Kuthan
- Hohenbuehelia aciculospora R.H.Petersen
- Hohenbuehelia alachuana (Murrill) Singer
- Hohenbuehelia algonquinensis Consiglio, Setti & Thorn
- Hohenbuehelia amazonica Singer
- Hohenbuehelia angustata (Berk.) Singer
- Hohenbuehelia approximans (Peck) Singer
- Hohenbuehelia arata (Pat. & Demange) Singer
- Hohenbuehelia atrocoerulea (Fr.) Singer
- Hohenbuehelia atrolucida (Lloyd) Pegler
- Hohenbuehelia aurantiocystis Pegler
- Hohenbuehelia auriscalpium (Maire) Singer
- Hohenbuehelia austrocedri Fazio & Albertó
- Hohenbuehelia barbatula (Berk. & M.A.Curtis) Dennis
- Hohenbuehelia bingarra Grgur.
- Hohenbuehelia bonii A.M.Ainsw.
- Hohenbuehelia boullardii Malaval, Bertéa & J.-L.Constant
- Hohenbuehelia brunnea G.Stev.
- Hohenbuehelia bullulifera Singer
- Hohenbuehelia calceola (Pat. & Demange) Singer
- Hohenbuehelia calongei Singer
- Hohenbuehelia campinaranae Singer
- Hohenbuehelia canadensis Consiglio, Setti & Thorn
- Hohenbuehelia canobrunnea Raithelh.
- Hohenbuehelia carlothornii Consiglio, Setti & Thorn
- Hohenbuehelia chevallieri (Pat.) Pegler
- Hohenbuehelia cinereoalba (Pat. & Gaillard) Singer
- Hohenbuehelia clelandii Grgur.
- Hohenbuehelia concentrica Corner
- Hohenbuehelia concurrens (Drechsler) Thorn
- Hohenbuehelia cubensis (Murrill) Singer
- Hohenbuehelia culmicola Bon
- Hohenbuehelia cyphelliformis (Berk.) O.K.Mill.
- Hohenbuehelia cystidioides (Lloyd) Corner
- Hohenbuehelia delasotae Singer
- Hohenbuehelia dimorphocystis Singer
- Hohenbuehelia espeletiae Singer
- Hohenbuehelia faerberioides Padovan & Contu
- Hohenbuehelia fluxilis (Fr.) P.D.Orton
- Hohenbuehelia grisea (Peck) Singer
- Hohenbuehelia griseipendens Corner
- Hohenbuehelia haptoclada (Drechsler) Thorn
- Hohenbuehelia heterosporica Donoso
- Hohenbuehelia horakii Courtec.
- Hohenbuehelia horrida (Boedijn) Corner
- Hohenbuehelia hydrogeton Singer
- Hohenbuehelia ilerdensis Courtec., Vila & Rocabruna
- Hohenbuehelia incarnata Corner
- Hohenbuehelia ingentimetuloidea X.He
- Hohenbuehelia inversa (Kauffman & A.H.Sm.) O.K.Mill.
- Hohenbuehelia izonetae Singer
- Hohenbuehelia josserandii Consiglio & Setti
- Hohenbuehelia karrara Grgur.
- Hohenbuehelia lanceifera Corner
- Hohenbuehelia latialis Angeli & Contu
- Hohenbuehelia leightonii (Berk.) Watling ex Courtec. & P.Roux
- Hohenbuehelia leiospora (Drechsler) Thorn
- Hohenbuehelia leptospora (Drechsler) Thorn
- Hohenbuehelia ligulata (E.Horak) J.A.Cooper
- Hohenbuehelia lividula (Berk. & M.A.Curtis) Neda & Yoshim.Doi
- Hohenbuehelia longipes (Boud.) M.M.Moser
- Hohenbuehelia luteola G.Stev.
- Hohenbuehelia malesiana Corner
- Hohenbuehelia mastrucata (Fr.) Singer
- Hohenbuehelia mellea Corner
- Hohenbuehelia metuloidea (G.Stev.) E.Horak
- Hohenbuehelia minutissima Corner
- Hohenbuehelia mustialaensis (P.Karst.) Thorn
- Hohenbuehelia mustialensis (P.Karst.) Thorn
- Hohenbuehelia myxotricha (Lév.) Singer
- Hohenbuehelia nigra (Schwein.) Singer
- Hohenbuehelia nimueae Consiglio, Setti & Thorn
- Hohenbuehelia nothofaginea G.Stev.
- Hohenbuehelia odorata C.K.Pradeep & Bijeesh
- Hohenbuehelia olivacea Yu Liu & T.Bau
- Hohenbuehelia pachyhyphata Corner
- Hohenbuehelia pahangensis Corner
- Hohenbuehelia panelloides Høil.
- Hohenbuehelia paraguayensis (Speg.) Singer
- Hohenbuehelia parsonsiae G.Stev.
- Hohenbuehelia patagonica Singer
- Hohenbuehelia pergelatinosa Singer
- Hohenbuehelia perstriata Corner
- Hohenbuehelia petaloides (Bull.) Schulzer
- Hohenbuehelia phalligera (Mont.) Singer
- Hohenbuehelia pinacearum Thorn
- Hohenbuehelia pinicola Raithelh.
- Hohenbuehelia podocarpinea G.Stev.
- Hohenbuehelia portegna (Speg.) Singer
- Hohenbuehelia pruinulosa (Pat. & Demange) Singer
- Hohenbuehelia pseudocyphelliformis Consiglio & Setti
- Hohenbuehelia pseudofaerberioides Consiglio, Brugaletta, Setti & Gennari, 2020
- Hohenbuehelia pseudopetaloides Consiglio & Setti
- Hohenbuehelia pycnophylli Singer
- Hohenbuehelia quadruplex Corner
- Hohenbuehelia recedens Singer & Kuthan
- Hohenbuehelia reniformis (G.Mey.) Singer
- Hohenbuehelia repanda Huijsman
- Hohenbuehelia robusta (F.R.Jones) Consiglio, Setti & Thorn
- Hohenbuehelia roigii Singer
- Hohenbuehelia sciadium (Kalchbr. & MacOwan) Singer
- Hohenbuehelia semiinfundibuliformis (P.Karst.) Singer
- Hohenbuehelia serotina (Pers.) Singer
- Hohenbuehelia silvae-araucariae de Meijer
- Hohenbuehelia silvana (Sacc.) O.K.Mill.
- Hohenbuehelia singaporensis Corner
- Hohenbuehelia singeri Albertó & Fazio
- Hohenbuehelia singeriana Contu & Padovan
- Hohenbuehelia spathulata (Pers.) Singer
- Hohenbuehelia spatulina Huijsman
- Hohenbuehelia spegazzinii Singer
- Hohenbuehelia squamula (Sacc.) Neda
- Hohenbuehelia subbarbata (Berk. & M.A.Curtis) Singer
- Hohenbuehelia subdiscipes Corner
- Hohenbuehelia submastrucata (Henn.) Singer
- Hohenbuehelia subreniformis (Thorn & G.L.Barron) Thorn
- Hohenbuehelia tenuissima (Schwein.) Singer
- Hohenbuehelia testudo (Berk.) Pegler
- Hohenbuehelia thornii Consiglio & Setti
- Hohenbuehelia tremula (Schaeff.) Thorn & G.L.Barron
- Hohenbuehelia tripolitania (Giuma & R.C.Cooke) Thorn
- Hohenbuehelia tristis G.Stev.
- Hohenbuehelia tropicalis Singer
- Hohenbuehelia tylospora (Drechsler) Thorn
- Hohenbuehelia unguicularis (Fr.) O.K.Mill.
- Hohenbuehelia unguicularis (Fr.) Zerova & Peresipkin
- Hohenbuehelia valesiaca (Ces. ex Sacc.) Singer
- Hohenbuehelia vermiculata Corner
- Hohenbuehelia wilhelmii Consiglio & Setti

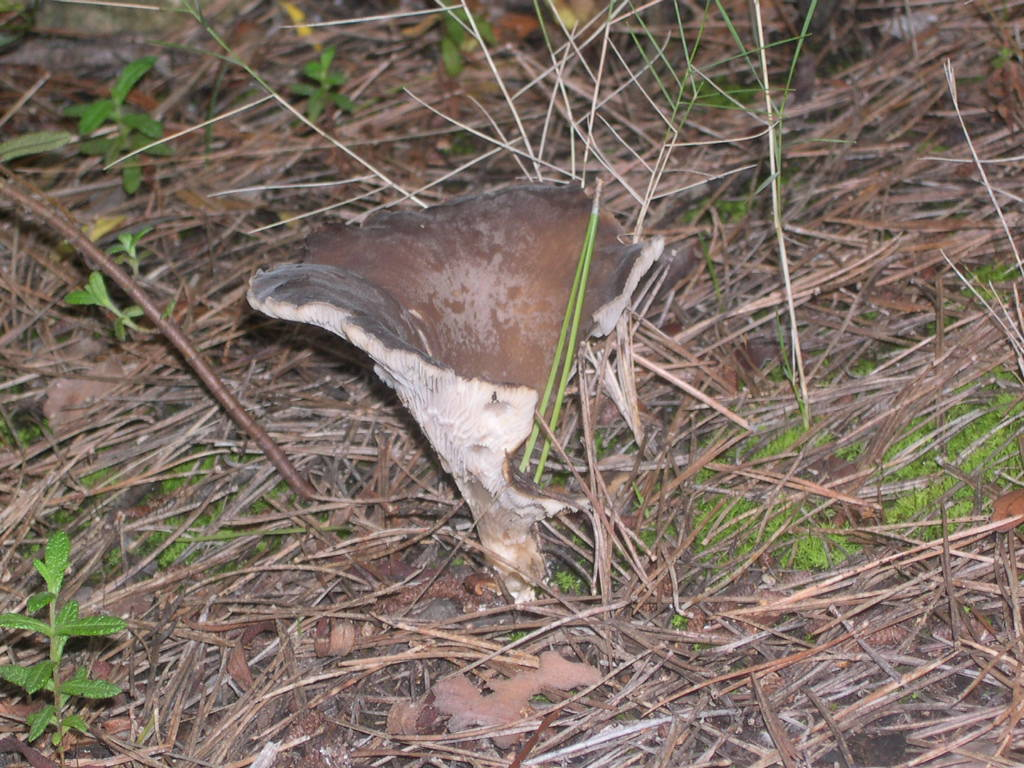
Hohenbuehelia geogenia, Mallorque.

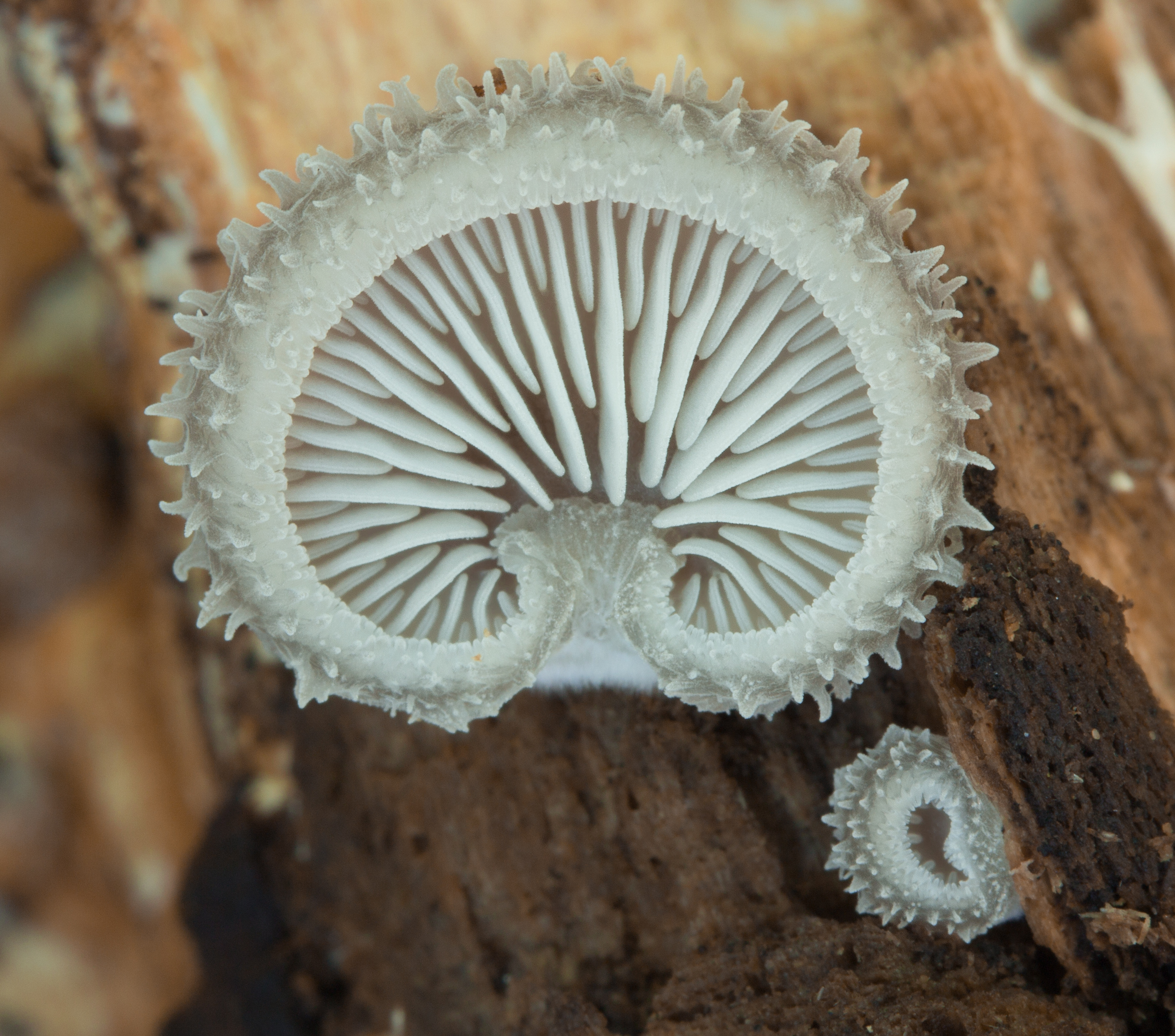
Hohenbuehelia mastrucata, à Elk Grove Village, États-Unis. Septembre 2013.